# Cibirhiza dhofarensis
Cibirhiza dhofarensis, es una especie de planta enredadera perteneciente al género Cibirhiza, dentro de la familia Apocynaceae. Es endémico del sur de la península arábiga.

## Descripción
Cibirhiza dhofarensis es una pequeña planta suculenta con tallos erectos y rastreros de aproximadamente 1,5 m de longitud. Presenta un tubérculo de color marrón, leñoso, alargado, en forma de nabo, generalmente de menos de 15 cm de diámetro, pero puede superar los 30 cm en la madurez.
Las hojas son de color verde amarillento, de 4 a 15 cm de largo y 1,5-10 cm de ancho. Aparecen al final del tallo. y siempre se caen  antes de que aparezcan las flores. Las flores se producen en densos racimos umbeliformes de 15 a 25 flores que aparecen al final de tallos jóvenes o en las axilas de las hojas de tallos viejos.
Las flores son verdes con diminutas manchas de color marrón violáceo de aproximadamente medio cm de diámetro y permanecen abiertas durante dos o tres días. Los frutos son simples, erectos y de color marrón rojizo, de 7 cm de largo y 1 cm de diámetro.

## Distribución y hábitat
El área de distribución nativa de esta especie es el sur de la península arábiga y crece principalmente en el desierto o en biomas de matorrales secos.

## Taxonomía
Cibirhiza dhofarensis fue descrita por el botánico sudafricano Peter Vincent Bruyns y publicada por primera vez en la revista científica Notes from the Royal Botanic Garden, Edinburgh 45: 51 en 1988.

Etimología
- Cibirhiza: nombre genérico que proviene del latín cibus (que significa 'alimento' o 'comida'), y del griego rhiza (que significa 'raíz'), ya que las raíces se pueden comer.
- dhofarensis: epíteto geográfico que deriva de Dhofar, zona donde se encontró por primera vez esta especie. El sufijo "-ensis" es un sufijo de origen latino que se utiliza para indicar procedencia o ubicación.[3]

## Usos
Cibirhiza dhofarensis se cultiva principalmente como planta ornamental, aunque localmente se emplea como planta alimenticia, ya que su tubérculo es comestible.